# Mino-Akasaka-Linie
| Triebzug der Baureihe 313-300 in Arao |                   |                              |                              |
| Streckenlänge: | 1,9 km            |                              |                              |
| Spurweite: | 1067 mm (Kapspur) |                              |                              |
| Stromsystem: | 1500 V =          |                              |                              |
| Streckengeschwindigkeit: | 120 km/h          |                              |                              |
| Zweigleisigkeit: | nein              |                              |                              |
| |                   |                              |                              |
| Gesellschaft: | JR Central        |                              |                              |
| \| \| \| Tōkaidō-Hauptlinie \| 1884– \| \| \| \| Tarumi-Linie \| 1956– \| \| \| 0,0 \| Ōgaki (大垣) \| 1884– \| \| \| \| Yōrō-Linie \| 1913– \| \| \| \| Depot \| \| \| \| \| Yōrō-Linie \| 1913– \| \| \| \| Kuise-gawa \| \| \| \| 3,1 \| Verzweigung Minami-Arao \| Verzweigung Minami-Arao \| \| \| \| Tōkaidō-Hauptlinie \| 1884– \| \| \| 3,4 \| Arao (荒尾) \| 1930– \| \| \| \| Hirui-Linie \| 1928–2006 \| \| \| \| Lokomotivdepot Seinō Tetsudō \| \| \| \| 5,0 \| Mino-Akasaka (美濃赤坂) \| 1919– \| \| \| \| Ichihashi-Linie \| 1928– \| |                   |                              |                              |
| Strecke |                   | Tōkaidō-Hauptlinie           | 1884–                        |
| Strecke von rechts · Strecke |                   | Tarumi-Linie                 | 1956–                        |
| | 0,0               | Ōgaki (大垣)                 | 1884–                        |
| Abzweig geradeaus und nach links |                   | Yōrō-Linie                   | 1913–                        |
| Betriebs-/Güterbahnhof Streckenende · Strecke |                   | Depot                        | Depot                        |
| Kreuzung geradeaus oben · Strecke nach rechts |                   | Yōrō-Linie                   | 1913–                        |
| Brücke über Wasserlauf |                   | Kuise-gawa                   | Kuise-gawa                   |
| Blockstelle | 3,1               | Verzweigung Minami-Arao      | Verzweigung Minami-Arao      |
| Abzweig geradeaus und nach links |                   | Tōkaidō-Hauptlinie           | 1884–                        |
| Haltepunkt / Haltestelle | 3,4               | Arao (荒尾)                  | 1930–                        |
| Strecke von links · Abzweig geradeaus, nach links und nach rechts · Abzweig ehemals quer und von rechts |                   | Hirui-Linie                  | 1928–2006                    |
| Strecke · Strecke · Betriebsstelle Streckenende |                   | Lokomotivdepot Seinō Tetsudō | Lokomotivdepot Seinō Tetsudō |
| Strecke · Kopfbahnhof Streckenende | 5,0               | Mino-Akasaka (美濃赤坂)      | 1919–                        |
| Strecke |                   | Ichihashi-Linie              | 1928–                        |

Die Mino-Akasaka-Linie (jap. 美濃赤坂線 Mino-Akasaka-sen) ist eine Eisenbahnstrecke auf der japanischen Insel Honshū, die von der Bahngesellschaft JR Central betrieben wird. Sie ist eine Zweigstrecke der Tōkaidō-Hauptlinie und verbindet auf dem Stadtgebiet von Ōgaki in der Präfektur Gifu den Bahnhof Ōgaki mit Mino-Akasaka.

## Streckenbeschreibung
Die in Kapspur (1067 mm) verlegte Strecke ist 1,9 km lang, eingleisig und mit 1500 V Gleichspannung elektrifiziert. Wird die Entfernung von 3,1 km zum nächstgelegenen Bahnhof Ōgaki (dem nominellen Ausgangspunkt) miteinbezogen, so beträgt die Gesamtlänge 5,0 km. Die eigentliche Strecke beginnt an der Verzweigung Minami-Arao, wo sie von der Tōkaidō-Hauptlinie abzweigt. Sie führt nordwärts über Arao zum Bahnhof Mino-Akasaka. Dort besteht ein Übergang zur Ichihashi-Linie der Seinō Tetsudō, die ausschließlich dem Güterverkehr vorbehalten ist (bis 2006 auch zur Hirui-Linie derselben Bahngesellschaft).

## Zugangebot
Nahverkehrszüge verkehren von Ōgaki nach Mino-Akasaka während der morgendlichen Hauptverkehrszeit alle 20 bis 30 Minuten, während der abendlichen Stoßzeit alle 40 bis 50 Minuten, tagsüber ungefähr stündlich (wobei am frühen Nachmittag eine dreistündige Taktlücke besteht). Bis März 2013 bot JR Central durchgehende Verbindungen zwischen Mino-Akasaka und Nagoya an. Hinzu kommt ein reger Verkehr mit Güterzügen von JR Freight, die üblicherweise mit Kalkstein beladen sind.

## Geschichte
Das Eisenbahnministerium eröffnete die Zweigstrecke am 1. August 1919 und betrieb sie als Bestandteil der Tōkaidō-Hauptlinie. Ab 1. Februar 1930 war die Mino-Akasaka-Linie die erste Strecke des gesamten staatlichen Bahnnetzes, auf der Verbrennungstriebwagen zum Einsatz kamen. Im Auftrag der Seinō Tetsudō befuhren sie bis 1945 auch die daran anschließende Ichihashi-Linie. Die Japanische Staatsbahn elektrifizierte die Strecke am 1. Oktober 1958. Im Rahmen der Staatsbahnprivatisierung ging sie am 1. April 1987 in den Besitz der neuen Gesellschaft JR Central über, während JR Freight den Güterverkehr übernahm. Am 17. März 2012 begann der Einmannbetrieb im Personenverkehr.

## Liste der Bahnhöfe
| Name                                   | km  | Anschlusslinien                            | Lage   | Ort   |
| -------------------------------------- | --- | ------------------------------------------ | ------ | ----- |
| Ōgaki (大垣)                           | 0,0 | Tōkaidō-Hauptlinie Tarumi-Linie Yōrō-Linie | Koord. | Ōgaki |
| Verzweigung Minami-Arao (南荒尾信号場) | 3,1 | (eigentl. Streckenbeginn)                  | Koord. | Ōgaki |
| Arao (荒尾)                            | 3,4 |                                            | Koord. | Ōgaki |
| Mino-Akasaka (美濃赤坂)                | 5,0 | Ichihashi-Linie                            | Koord. | Ōgaki |